# 1569 a tudományban
Az 1569. év a tudományban és a technikában.

## Események
- Gerardus Mercator: Világtérkép (tengerészeti térkép)